# Casa di Cristoforo Bottigella
La casa di Cristoforo Bottigella era una delle dimore rinascimentali più importanti di Pavia, in Lombardia. Il complesso fu in gran parte demolito nel 1804, ma si conserva ancora integralmente la torre del palazzo.

## Storia
Intorno al 1469 i fratelli Gian Matteo, che ricoprì importanti incarichi di corte per Filippo Maria Visconti prima e Francesco Sforza poi, e il fratello Cristoforo Bottigella, giurista e lettore di diritto civile e canonico presso l'università di Pavia dal 1471 al 1491, decisero di ristrutturare il palazzo ereditato dal padre Tommasino. I lavori si conclusero intorno agli anni'90 del Quattrocento. Nel terzo decennio del Cinquecento il palazzo  divenne proprietà delle monache del monastero del Senatore, che lo tennero fino al 1803, quando il monastero venne soppresso. Purtroppo abbiamo scarse informazioni sul complesso, dato che, per ragioni viabilistiche, venne quasi integralmente demolito nel 1804, lasciando tuttavia intatta la torre che si appoggiava alla parte dell'edificio di proprietà di Cristoforo.

## Descrizione

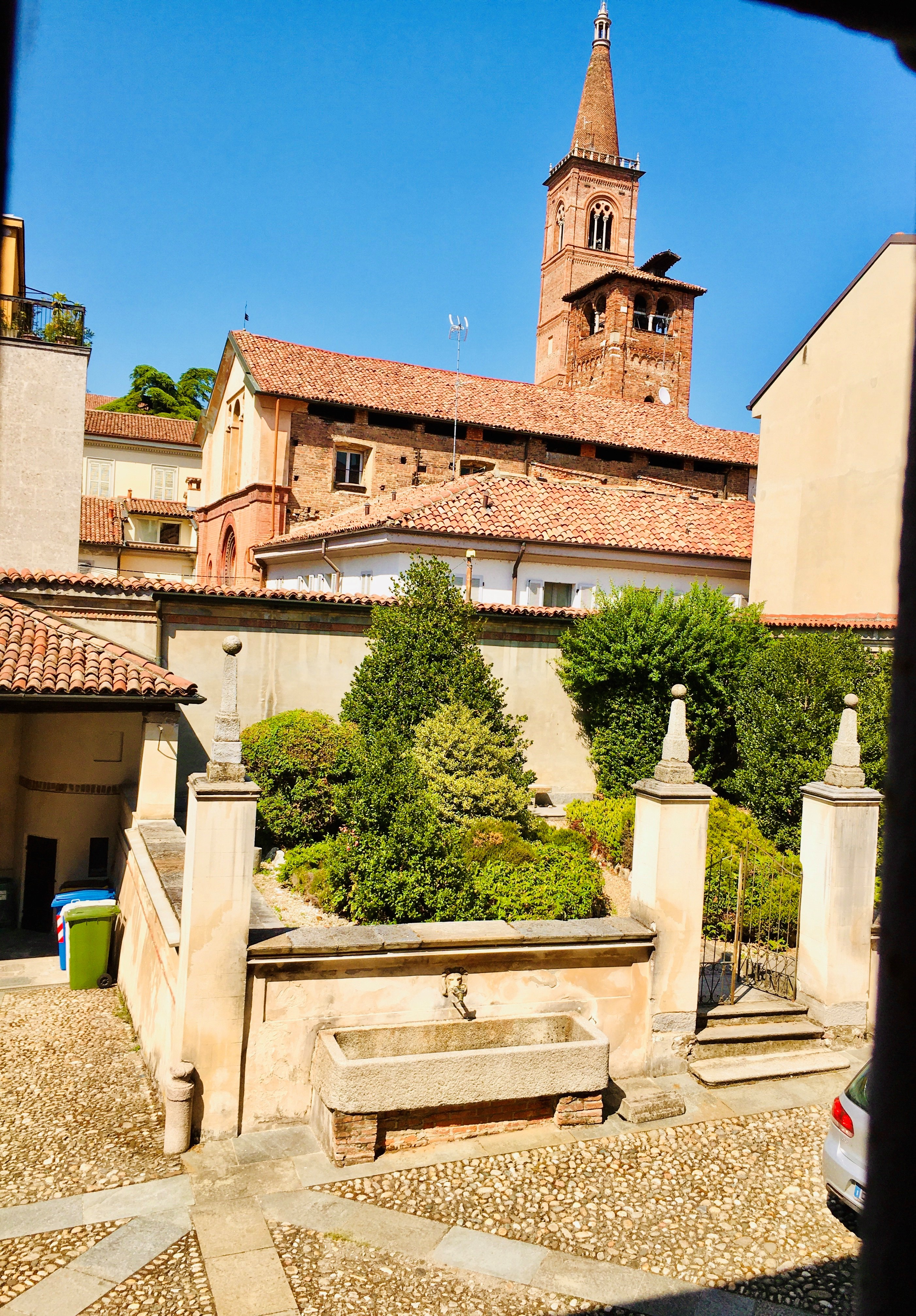
Il cortile con piccolo giardino cinquecentesco, alle spalle la chiesa di San Giovanni Domnarum e quella di Santa Maria del Carmine.

La torre del palazzo sembra evocare gli analoghi edifici presenti nella fantastica Sforzinda del Filarete, dove elementi di tradizione medievale vengono reintrepretati in veste rinascimentale. Inoltre i palazzi medievali erano spesso dotati di torri gentilizie, di cui a Pavia se ne conservano diversi esempi; non è quindi da escludere che il Bottigella, inserendo nel proprio palazzo una torre rinascimentale, intedesse recuperare un elemento architettonico tradizionale e di grande valore simbolico. Ogni lato della torre è dotato di bifore con arco a tutto sesto e da targhe di marmo agli spigoli che riportano le sigle di Cristoforo Bottigella, incorniciate da una robusta cornice laterizia, oltre il piano delle bifore si aprono oculi, in sequenza di tre per lato, del tutto simili a quelli che si trovano nei coronamenti di palazzi e chiese lombarde degli ultimi due decenni del Quattrocento, come palazzo Fontana a Milano o nella tribuna di Santa Maria delle Grazie. All'ultimo piano, dopo un cornicione più marcato, si trova una loggia, dotata di archi a tutto sesto inquadrati nell'ordine architettonico, elemento ispirato alla loggetta presente nella sacrestia bramantesca di Santa Maria presso San Satiro. Nonostante diverse ricerche, è incerto il nome del progettista dell'opera.